# Mimi Coertse

Mimi Coertse im Foyer der Oper Johannesburg mit ihrer Porträtbüste

Maria Sophia „Mimi“ Coertse (* 12. Juni 1932 in Durban, Südafrika) ist eine südafrikanische Opernsängerin (Sopran) und seit 1966 österreichische Kammersängerin. Sie ist eine international bekannte Vertreterin ihres Landes auf dem Gebiet der klassischen Gesangskunst, Ehrenname „Onse Mimi“.
Coertse gründete 1998 gemeinsam mit Neels Hansen das „Black Tie Ensemble“ für südafrikanische Nachwuchssänger aus benachteiligten Bevölkerungsgruppen.

## Leben

### Ausbildung und Anfänge

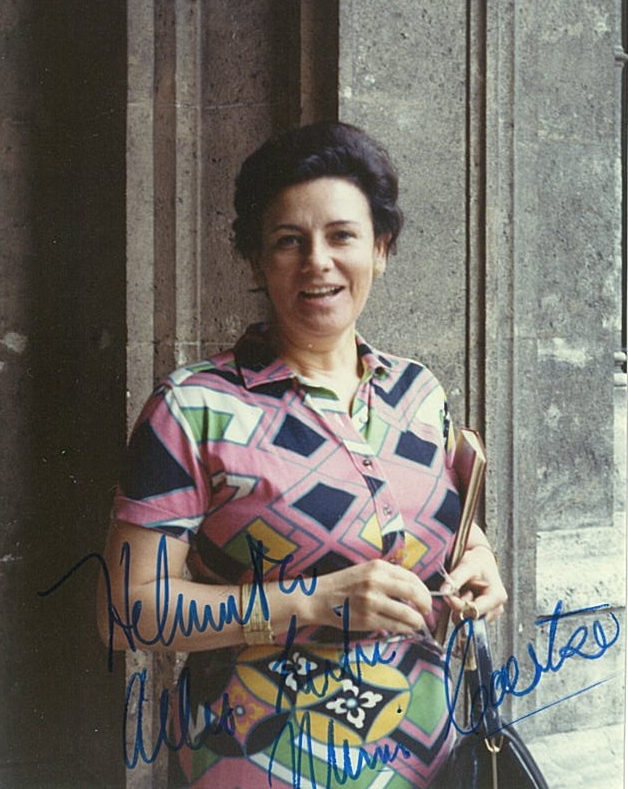
Mimi Coertse vor dem Bühneneingang der Wiener Staatsoper

Coertse entstammt einer alteingesessenen Farmerfamilie. Ihr Matric legte sie an der Afrikaans-sprachigen Hoër Meisjiesskool Helpmekaar in Johannesburg ab. Bereits in ihrer Jugend sang sie Lieder, von ihrem älteren Bruder am Klavier begleitet. Sie begann ihr Gesangsstudium in Südafrika bei Aimée Parkerson im Jahre 1949. Ihre weitere Ausbildung absolvierte sie in Europa: Ab September 1953 in London, dann kurz in Den Haag und ab 27. Jänner 1954 in Wien bei Maria Hittorff und zugleich an der Akademie für Musik und darstellende Kunst in der Opernklasse von Josef Witt. Mit einer Vorstellung der Opernklasse im Schlosstheater Schönbrunn am 1. Juli 1955 (Ariadne auf Naxos von Richard Strauss, in der Coertse als Zerbinetta auftrat) begann ihre Bühnenlaufbahn.

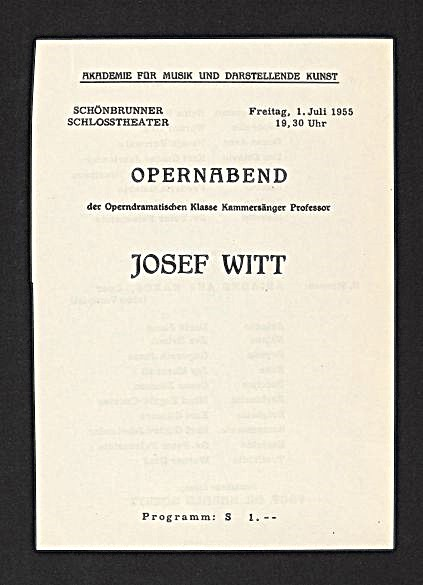
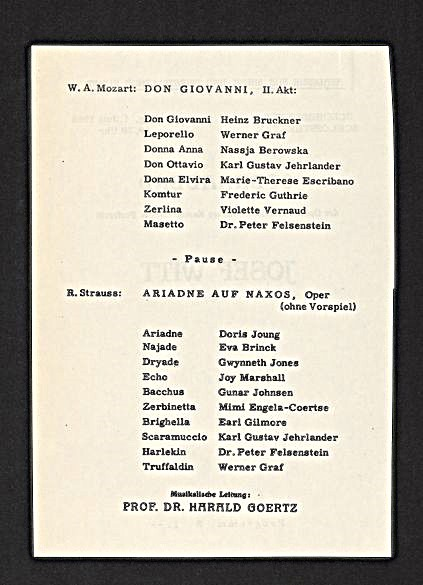

Die Wiener Akademie für Musik und darstellende Kunst präsentierte Mitte Juli 1955 ihre Absolventen in einem Opernkonzert in Bad Aussee, Coertse sang Arien der Zerbinetta, Königin der Nacht, der Traviata unter der musikalischen Leitung von Hans Swarowsky. Nach dem Akademieabschluss empfahl Staatsoperndirektor Egon Seefehlner ihr: „… nirgends anderswo abschließen, die Wiener Staatsoper mit ihrem großen Repertoiresystem wird sich melden.“

### Engagement an der Wiener Staatsoper
Mit 23 Jahren wurde Coertse jüngstes permanentes Ensemblemitglied der Wiener Staatsoper. Ihre erste Rolle mit diesem Ensemble – bei einem Gastspiel im Teatro San Carlo Neapel – hatte sie bereits als 1. Blumenmädchen in Parsifal unter Karl Böhm gesungen. In Neapel sang sie Jahre später mit Giuseppe Di Stefano auch die Lustige Witwe.

### Mozartopern
Am 17. März 1956 gab Coertse ihr Debüt in der Wiener Staatsoper als Königin der Nacht in der Zauberflöte von Wolfgang Amadeus Mozart, das Royal Opera House Covent Garden in London folgte. Sie sang diese Partie in fünf Sprachen in zahlreichen Ländern, allein in Wien bis 1961 in 61 Aufführungen. In diesen Jahren trat sie in dieser Rolle am Theater Basel, am Teatro San Carlo Neapel (wohin Vittorio Gui sie geholt hatte), beim Festival d’Aix-en-Provence und beim Athener Festival, sowie 1960 im Kleinen Festspielhaus bei den Salzburger Festspielen unter Dirigent Joseph Keilberth.
Bereits als festes Ensemblemitglied sang sie am 5. September 1956 die Konstanze in Die Entführung aus dem Serail. Mit dieser Partie trat sie weltweit auf, so 1956 bei den Salzburger Festspielen unter dem Dirigat von George Szell. In Wien waren es bis Ende Januar 1973 102 Aufführungen. In der Premiere 1965 unter der Leitung von Josef Krips war Fritz Wunderlich ihr Partner in der Rolle des Belmonte. Weitere Bühnenpartner als Belmonte und in anderen Partien waren Anton Dermota, Rudolf Schock, Julius Patzak und Luigi Alva, Peter Schreier, William Blankenship, Werner Hollweg. Sie arbeitete dabei mit Dirigente zusammen wie Lovro von Matačić, Alberto Erede, John Pritchard und Hans Swarowsky.
In Don Giovanni gestaltete sie von 1961 bis 1963 die Donna Elvira und von 1965 bis 1971 die Donna Anna.

### Hoffmanns Erzählungen
In der Doppelpremiere von Hoffmanns Erzählungen in der Wiener Staatsoper im Oktober 1957 sang sie unter Antonino Votto die Olympia. Otto Schenk erarbeitete in seiner Inszenierung 1967 die Frauen um Hoffmann (auch) mit Mimi Coertse an der Staatsoper, zuvor auch gesungen von Irmgard Seefried und Anja Silja. In der Eröffnungsvorstellung des Opernhauses von Johannesburg 1962 sang sie erstmals alle vier Frauenpartien um Hoffmann in Afrikaans.

### Rigoletto und La Traviata
Bei einer Neueinstudierung von Verdis Rigoletto am 6. April 1956 an der Wiener Volksoper sang Coertse ihre erste Gilda, an der Staatsoper bis 1971. So auch mit dem Tenor Luciano Pavarotti bei seinem ersten Auftritt 1963 als Herzog von Mantua. Nach der Gilda studierte sie die Rolle der Violetta Valéry in Verdis La Traviata. Von 1959 bis 1971 sang sie die Partie unter Dirigenten wie Glauco Curiel, Francesco Molinari-Pradelli, Oliviero de Fabritiis, Nino Verchi, Argeo Quadri, Carlo Franci und Giuseppe Patané.

### Lucia di Lammermoor
Das Grazer Opernhaus nahm ihretwegen ab November 1960 Gaetano Donizettis Lucia di Lammermoor auf den Spielplan. Coertse sang dort eine von Kritik und Publikum bejubelte Aufführungsserie. Ähnlich erfolgreich war Coertses Grazer Auftritt in der Titelpartie von Vincenzo Bellinis Norma, Premiere am 13. Jänner 1962. In der Folge sang Coertse die Lucia auch in der Wiener Volksoper (Premiere am 16. Februar 1965, Dirigent Argeo Quadri). Als Edgardo war dort Alfredo Kraus einer ihrer Gesangspartner.

### Operette und Musical
Sie widmete sich auch der Operette, ab 1960 in zwei Sommern im Redoutensaal der Wiener Hofburg als Hanna Glawari in der Lustigen Witwe mit Johannes Heesters, danach auch mit Eberhard Waechter als Danilo. In der Eröffnungsvorstellung des Theaters an der Wien – nach Jahren der Restaurierung – am 17. Juli 1962 sang Mimi Coertse erstmals in Wien die Rosalinde in Die Fledermaus von Johann Strauss. In der Frühjahrsparade von Robert Stolz (Uraufführung in der Wiener Volksoper am 25. März 1964) verkörperte sie die Sängerin Hansi Gruber.
Coertse sang die Koloraturpartie der Kunigunde bei der deutschsprachigen Erstaufführung von Leonard Bernsteins Musical Candide im April 1963 im großen Sendesaal des Funkhauses Wien. In der Regie von Marcel Prawy und dem Orchester von Radio Wien, musikalische Leitung Samuel Krachmalnick, lasen Voltaires Novelle unter anderen die Burgschauspieler Blanche Aubry und Heinrich Schweiger, es sangen Rudolf Christ und Mimi Coertse.

### Weitere Rollen
In Carmen (musikalische Leitung Herbert von Karajan, mit Jean Madeira, Giuseppe Di Stefano, George London und Hilde Güden) sang Coertse 1957 die Frasquita. Im selben Jahr trat sie beim Glyndebourne Festival unter der Leitung von John Pritchard in der Partie der Zerbinetta auf.
Ihr komisches Talent konnte Coertse als Concepción in Maurice Ravels Spanischer Stunde in der Inszenierung von Otto Schenk entfalten. Premiere war am 20. Oktober 1964 in der Wiener Volksoper (Dirigent Peter Maag, deutsche Fassung von Marcel Prawy, mit Michel Sénéchal als Gonzalvo, Oskar Czerwenka als Ramiro und Marcel Cordes als Don Inigo Gomez). Diese Vorstellung wurde unter Schenks Regie für das Österreichische Fernsehen verfilmt.
In der Erstaufführung von Die schweigsame Frau von Richard Strauss an der Wiener Staatsoper im Jahr 1968 (Dirigent: Silvio Varviso, Regie: Hans Hotter) verkörperte Coertse die Titelpartie, an ihrer Seite sangen Oskar Czerwenka, William Blankenship, Robert Kerns, Hilde Rössel-Majdan und Renate Holm. Ihr Debüt als Sklavin Liu in Puccinis Turandot gab sie mit Birgit Nilsson in der Titelpartie und James King als Kalaf.
Coertse gestaltete auch kleinere Partien. Den kurzen Auftritt der Fiakermilli in Arabella mit den Koloraturen sang sie von 1959 bis 1973 in 25 Aufführungen. Den Ersten Engel in Palestrina von Hans Pfitzner sang sie dort ab 1956 anlässlich der Übernahme aus dem Theater an der Wien in der Regie ihres Lehrers Josef Witt bis 1973 in 19 Vorstellungen.
In Konzerten stellte sie gelegentlich auf Afrikaans gesungene Lieder ihrer Heimat vor.

### Abschied von der Wiener Staatsoper
Coertses letzte Rollen in Strauss-Produktionen der Staatsoper waren 1971 die Aithra in der Ägyptischen Helena an der Seite von Gwyneth Jones und Jess Thomas (Dirigent: Ernst Märzendorfer) und 1972 die Titelpartie in Daphne, Dirigat Horst Stein mit Edita Gruberová als Hermione. Am 27. Jänner 1973 endeten mit der Entführung aus dem Serail nach 468 Vorstellungen Coertses Wiener Jahre. Die Direktion unter Egon Seefehlner organisierte eine Abschiedsvorstellung: Am 14. Dezember 1978 trat Kammersängerin Mimi Coertse mit einem Rollendebüt als Elisabeth in Verdis Don Carlos auf. Dirigent war Berislav Klobučar, Simon Estes sang König Philipp.

### Rückkehr nach Südafrika
1973 kehrte Coertse nach Südafrika zurück und lebte fortan in Pretoria. Um 1976 gründete sie nach eigenen Angaben den Gesprächskreis Kontak für Afrikaaner-Frauen, um mit Frauen anderer Bevölkerungsgruppen ins Gespräch zu kommen. Rechtsgerichtete Afrikaaner des Wit Kommando steckten demnach ihren „Musikraum“ an, so dass zahlreiche Andenken an die Wiener Zeit verloren gingen. Für die Eröffnung des Opernhauses von Johannesburg 1962 sang sie die drei Frauenpartien in Hoffmans Erzählungen auf Afrikaans.
Bis 1978 trat sie noch mehrfach in Wien auf. In Südafrika gab sie regelmäßig Konzerte und trat in Filmen auf, unter anderem mit dem Satiriker Pieter-Dirk Uys, wo sie sich selbst spielte. Coertse förderte klassisch ausgebildete junge Sänger, unter anderem ab den 1980er Jahren mit der Konzertreihe Debut with Mimi. In der Saison 1981/82 sang sie am Nico Malan House in Kapstadt in Mozarts Die Entführung aus dem Serail noch einmal die Konstanze in englischer Sprache; sie gab eine „elegante, schauspielerisch eher als stimmlich überzeugende Vorstellung (bei transponierter Arie und nicht ganz sauberen Koloraturen)“.
Sie gründete 1998 mit Neels Hansen das Black Tie Ensemble für Nachwuchskräfte und stiftete bereits ab 1958 das Stipendium Mimi Coertse-beurs. Zu den geförderten Sängern gehören Johan Botha, Kobie van Rensburg und Sibongile Mngoma. 1976 erschien eine erste Biografie; eine weitere, unter ihrer Mitwirkung entstandene Biografie wurde 2007 veröffentlicht.

### Privates
Mimi Coertse war dreimal verheiratet und hat zwei adoptierte Kinder.

## Rezeption
„Die südafrikanische Sopranistin Mimi Coertse löste in den 1960er-Jahren in Graz mit ihrer Lucia und später auch mit ihrer Norma Riesenbegeisterung aus. Opernfreunde stürmten die Vorstellungen. Ich erinnere mich auch an ihre Lucia mit dem großartigen Alfredo Kraus an der Wiener Volksoper im Jahre 1965. Dank youtube kann man einen großen Teil der Wahnsinnsszene [...] in der Interpretation von Mimi Coertse nachhören - eine auch heute noch absolut gültige Interpretation!“

## Konzerte (Auswahl)
- 18. und 19. April 1957/2. und 3. und 4. April 1958 im großen Konzerthaussaal, Johann Sebastian Bach: Matthäuspassion, Dirigent Hans Gillesberger, Karl Pilss, erstmals sang Fritz Wunderlich in Wien, gemeinsam mit Julius Patzak
- August 1957 Liederabend im Palais Pallavicini
- 20. und 21. Februar 1958 im Konzerthaussaal, François Giroust: Super flumina Babylonis, Paul Hindemith: Requiem „Als Flieder jüngst mir im Garten blüht“. Dirigent: Hans Swarowsky, Wiener Singakademie, Wiener Kammerchor, Wiener Symphoniker.
- 10. und 11. April 1958 Konzerthaus, Großer Saal, Gustav Mahler: Symphonie Nr. 2, „Auferstehungs-Symphonie“, Dirigent Lorin Maazel, mit Christa Ludwig. Wiener Singakademie, Wiener Symphoniker
- 9. Juni 1958 erstmals im Goldenen Saal des Wiener Musikvereines[21], Gustav Mahler: Symphonie Nr. 8, Dirigent Hans Swarowsky, u. a. mit Christa Ludwig, Eberhard Waechter, Oskar Czerwenka
- 22. Juni 1958 Großer Musikvereinssaal, Werner Egk: Irische Legende, Dirigent Werner Egk, mit Julius Patzak, Walter Berry, Mimi Coertse, Wiener Singakademie und Philharmonia Hungarica.
- 14. Dezember 1958 im Grazer Stephaniensaal, Franz Schmidt: Das Buch mit sieben Siegeln, Dirigent Anton Lippe, Julius Patzak, Erich Majkut, Otto Wiener
- 14. Mai 1959 Wiener Musikverein Großer Saal, Berg, Schönberg und Honegger, Dirigent Heinrich Hollreiser, Solisten: Mimi Coertse, Sonja Draksler, Otto Wiener, Karl Wiener, Robert Charlebois, Sprecher Klaus Kinski, Singverein der Gesellschaft der Musikfreunde, Wiener Symphoniker
- 4. Dezember 1959 Festspielhaus Salzburg, Georg Friedrich Händel: Der Messias, Hans-Joachim Rotzsch, Mimi Coertse, Hilde Roser, Matti Lehtinen, Franz Sauer (Orgel), Mozarteumorchester
- 1960 Laeiszhalle Hamburg, Joseph Haydn: Die Jahreszeiten, Dirigent Robert Wagner, mit Rudolf Schock und Kieth Engen
- 28. August 1960 Salzburger Festspiele Felsenreitschule, Gustav Mahler: Symphonie Nr. 8, Dirigent Dimitri Mitropoulos, Wiener Philharmoniker
- 31. Oktober 1960 Wiener Musikverein Großer Saal, Wiener Jeunesse Orchester, Dirigent: Günther Theuring, Igor Strawinsky: Psalmensinfonie, Wolfgang Amadeus Mozart: Requiem d-Moll.
- 3. März 1961 Konzerthaus Mozart-Saal, Georg Friedrich Händel: Salomo, Dirigent Hans Gillesberger, in der Rolle der Königin mit Kostas Paskalis als Salomo, Kurt Equiluz
- 12. Dezember 1961 Wiener Musikverein Großer Saal, NÖ Tonkünstlerorchester, Karl Schiske: „Vom Tode“, Oratorium. Dirigent Günther Theuring.
- 9. Mai 1962 Wiener Musikverein, Joseph Haydn: Die Jahreszeiten, Dirigent Heinz Wallberg, mit Waldemar Kmentt
- 9. Dezember 1962 Wiener Musikverein Großer Saal, Orchester der Wiener Kulturgesellschaft, Felix Mendelssohn Bartholdy: Elias, Dirigent: Josef Maria Müller.
- 23. Februar 1964 Wiener Musikverein Großer Saal, NÖ Tonkünstlerorchester, Wolfgang Amadeus Mozart: Symphonie g-Moll, Gustav Mahler: Symphonie Nr. 4 G-Dur. Dirigent Gustav Koslik.
- 9. März 1964 Wiener Musikverein Großer Saal, Liederabend Mimi Coertse, am Klavier Hans Dokoupil, Purcell, Bach, Dvořák.
- 18. November 1964 Berliner Philharmonie, Johann Sebastian Bach: Messe in h-Moll BWV 232, Dirigent Mathieu Lange, Mimi Coertse, Raili Kostia, Hans Ulrich Mielsch, Hans Wilbrink, Wolfgang Meyer, Orgel, Berliner Philharmoniker, Sing-Akademie
- Mai 1965 Stephansdom Wien, Anton Bruckner: Te Deum für Soli, Chor und Orgel, Sopranpartie
- 8. Juni 1965 Konzerthaus Großer Saal, Arthur Honegger: Die heilige Johanna auf dem Scheiterhaufen, als Hl. Jungfrau, mit Irmgard Seefried, Gerhard Stolze
- 27. Juli 1965 Bregenzer Festspiele, Ludwig van Beethoven: Symphonie Nr. 9, Dirigent Wolfgang Sawallisch, Mimi Coertse, Hilde Rössel-Majdan, Karl Terkal und Herbert Lackner
- 4. Dezember 1965 Wiener Musikverein Großer Saal, NÖ Tonkünstlerorchester, Ludwig van Beethoven: Musik zu Goethes Trauerspiel Egmont, op. 84, Dirigent Gustav Koslik, Mimi Coertse, Fred Liewehr.
- 29. Mai 1967 Konzerthaus Großer Saal, Gustav Mahler: Das klagende Lied, Dirigent Günther Theuring.
- 8. April 1968 Großer Sendesaal des Österreichischen Rundfunks in Wien, Stabat mater von Karol Szymanowski und Tommaso Traetta, für Soli, gemischten Chor und Orchester, Dirigent Dietfried Bernet, mit Hilde Rössel-Majdan und Ladislaus Anderko, Choreinstudierung Gottfried Preinfalk (Beides auf CD erschienen)
- 10. März 1969 Wiener Musikverein Großer Saal, Wiener Symphoniker, Wiener Singakademie, Franz Schubert: Lazarus, Oratorium. Gustav Mahler: Das klagende Lied. Dirigent Hans Swarowsky.
- 1969 Großer Sendesaal des Österreichischen Rundfunks in Wien, Carl Orff: Carmina Burana und Catulli Carmina, Dirigent Miltiades Caridis, mit Kurt Equiliuz und Ernst Gutstein[22]
- 2. März 1972 Konzert im Schubert-Geburtshaus, Wien. Liederabend Mimi Coertse, Am Flügel: Kurt Rapf[23]
- 17. Mai 1988 Stefaniensaal in Graz, Joseph Haydn: Die Schöpfung, Dirigent Alois J. Hochstrasser
- 12. April 1991 Stefaniensaal in Graz, Felix Mendelssohn Bartholdy: Elias

### Konzert „Mimi singt Mimi“
Konzert in den Südwala-Höhlen am 28. Juni 2024 mit Amira Willighagen und dem Pianist Charl du Plessis. Zu Ehren der weltberühmten Künstlerin.

## Diskographie (Auswahl)
- Johann Sebastian Bach: Magnificat, Dirigent Felix Prohaska, Mimi Coertse, Margareta Sjöstedt, Hilde Rössel-Majdan, Anton Dermota, Frederic Guthrie (LP: Bach Guild, CD: Vanguard OVC 2010. Wien 1957)
- Haydn: Die Schöpfung, Dirigent Jascha Horenstein, Gabriel und Eva - Mimi Coertse, Uriel - Julius Patzak, Raphael und Adam - Dezső Ernster, Wiener Volksopernorchester, Singverein der Gesellschaft der Musikfreunde (turnabout records TV 34184/5 S)
- Franz Lehár: Die lustige Witwe, Dirigent Hans Hagen, Mimi Coertse, Friedl Loor, Karl Terkal, Chor und Orchester der Wiener Staatsoper.
- Gustav Mahler: Symphony Nr. 2 - Auferstehung, Dirigent Hermann Scherchen, Wiener Staatsopernchor, Mimi Coertse und Lucretia West (Decca)
- Gustav Mahler: Symphonie Nr. 8, „Symphonie der Tausend“, Dirigent Dimitri Mitropoulos, Mimi Coertse, Hilde Zadek, Lucretia West, Ira Malaniuk, Giuseppe Zampieri, Hermann Prey, Otto Edelmann, Wiener Philharmoniker, Wiener Sängerknaben
- Mozart: Bastien und Bastienne, Dirigent Wolfgang Ebert, Bastien - Eva Düske, Bastienne - Mimi Coertse, Colas - Horst Günter. Hamburger Symphoniker (turnabout records TV 4053/TV 34053S)
- Mozart: Der Schauspieldirektor, Dirigent André Rieu, Madame Herz - Mimi Coertse, Mademoiselle Silberklang - Christa Degler, Monsieur Vogelsang - Waldemar Kmentt, Buff - Jacques Villisech, Orchester der Wiener Staatsoper 1963 (Decca)
- Mozart: Die Zauberflöte in italienischer Sprache, live/Neapel, Dirigent Vittorio Gui, Mimi Coertse (Königin der Nacht), Sena Jurinac, Juan Oncina, Alda Noni, Giuseppe Taddei, Boris Christoff, Internationale Stiftung Mozarteum Salzburg (House of Opera ALD3013)
- Giovanni Pergolesi: Stabat Mater, Wien 1957. Orgel: Anton Heiller, Sopran Mimi Coertse, Alt Hilde Rossel-Majdan, Tenor Anton Dermota, Bass Frederick Guthrie, Dirigent Felix Prohaska, Wiener Staatsopernorchester, Wiener Staatsopernchor.
- Hans Pfitzner: Palestrina, Dirigent Robert Heger, Fritz Wunderlich, Otto Wiener, Sena Jurinac, Christa Ludwig, Mimi Coertse (1. Engel), Wiener Philharmoniker 1964 (RCA 74321 795982 - excerpts)
- Giacomo Puccini: La Bohème, Dirigent Francesco Molinari-Pradelli, Hilde Güden, Gianni Raimondi, Frederick Guthrie, Musetta Mimi Coertse, Wiener Staatsoper live.
- Robert Stolz: Frühjahrsparade, Dirigent: Robert Stolz, Mimi Coertse, Guggi Löwinger, Peter Minich, Erich Kuchar, Fred Liewehr, Chor und Orchester der Wiener Volksoper.
- Richard Strauss: Die Ägyptische Helena, Dirigent Josef Krips, Gwyneth Jones, Jess Tomas, Peter Schreier, Mimi Coertse, Margarita Lilowa, Wiener Philharmoniker, 1970 (RCA 74321 694292)
- Richard Strauss: Arabella, Dirigent Georg Solti, Arabella - Lisa della Casa, Zdenka - Hilde Güden, Mandryka - George London, Matteo - Anton Dermota, Fiakermilli - Mimi Coertse, Wiener Philharmoniker (Decca)
- Richard Strauss: Ariadne auf Naxos, Dirigent Erich Leinsdorf, Leonie Rysanek - Die Primadonna - Ariadne, Roberta Peters - Zerbinetta, Jan Peerce - Der Tenor - Bacchus, Sena Jurinac - Der Komponist, Mimi Coertse - Najade,.. Wiener Philharmoniker, Juli 1958 (Decca)
- Ambroise Thomas: Mignon, Dirigent Peter Maag, Hertha Töpper, Rudolf Schock, Gottlob Frick, Kölner Rundfunk-Sinfonie-Orchester. Relief
- Giuseppe Verdi: Rigoletto, Dirigent Argeo Quadri, Herzog von Mantua - Waldemar Kmentt, Rigoletto - Walter Berry, Gilda - Mimi Coertse, Maddalena - Sonja Draksler. Wiener Volksopernorchester, Querschnitt (Baccarola Auslese 80 004 ZR)
- Verdi: Rigoletto, Dirigent Mario Rossi, Libero De Luca, Josef Metternich, Mimi Coertse, Gottlob Frick, Ira Malaniuk, Kölner Rundfunk-Orchester 1956, Walhall - WLCD0193 (CD - 2 discs)
- Antonio Vivaldi: Gloria in D Major, Dirigent Hermann Scherchen, Mimi Coertse, Ina Dressel, Sonja Draksler, Wiener Staatsopernorchester - Trompetenkonzerte (ReDiscovery Stereo RD 010)
- Wiener Lieder mit Hans Moser, Peter Alexander, Paul Hörbiger, Cissy Kraner, Hermann Leopoldi,... Mimi Coertse singt Robert Stolz: Im Prater blühn wieder die Bäume.
- Mimi Coertse singt Mozart und Strauss. Die beiden Arien der Donna Anna in Don Giovanni Or sai chi l’onore, Crudele... Non mi dir; Mozarts Motette Exsultate, jubilate; Strauss Vier letzte Lieder und Schlussgesang der Salome. Die Aufnahmen erfolgten bei Konzerten in Südafrika in den Jahren 1973 bis 1980.

## Filmografie
- 1959: Nooi van my hart
- 1967: Die spanische Stunde (Fernsehfilm)
- 1985: Skating On Thin Uys
- 1990: Adam (Fernsehfilm)
- 1992: Die Prince van Pretoria

## Auszeichnungen (Auswahl)

### Orden und Auszeichnungen
- 1961: Ehrenmedaille der südafrikanischen Akademie für Wissenschaft und Kunst
- 1966: Ernennung zur Österreichischen Kammersängerin
- 1985: Order of Meritorious Service (Südafrika)
- 1996: Österreichisches Ehrenkreuz für Wissenschaft und Kunst[25]
- 1998: Ehrendoktorwürde der Universität Pretoria
- 2004: Wahl in die Liste der hundert bedeutendsten Südafrikaner
- 2013: Ehrendoktorwürde der UNISA „für die Entwicklung der Musik der Afrikaaner“[26]

### Sonstige Ehrungen
- 1963: Rosenzüchtung: Mimi Coertse, J.A. Heroldt, Südafrika, Kreuzung zwischen Queen ElisabethxConstantia-Rose
- 1967: Mimi Coertse-Rose, Übernahme durch Baumschule Christenson, Tulln bei Wien
- 1969: Mimi Coertse-Rose in Hamburg[27]
- 2002: Goldener Rathausmann
- 2008: Eröffnung des „Mimi Coertse-Museums“ van Afrikaans Huis voor Afrikaanse Poëzie (hAp)in Capital Park, Pretoria.
- 2012: Mimi Coertse, eine Wienerin aus Südafrika. Sonderausstellung des Staatsopernmuseums anlässlich des 80. Geburtstags von Mimi Coertse.[28]
- Fritz Leitermeyer widmete Mimi Coertse 1964 seine Komposition 4 Lieder in Afrikaans für hohe Stimme [und Klavier] op. 25[29]
- Im Foyer der Oper in Johannesburg steht ihre Portraitbüste.